# エリーザベト・フォン・ヴュルテンベルク
エリーザベト・フォン・ヴュルテンベルク （Elisabeth Wilhelmine Louise von Württemberg, 1767年4月21日 - 1790年2月18日）は、神聖ローマ皇帝フランツ2世の最初の妃。

## 生涯
ヴュルテンベルク公フリードリヒ2世オイゲンとその妃でブランデンブルク＝シュヴェート辺境伯フリードリヒ・ヴィルヘルムの娘であるフリーデリケ・ドロテア・ゾフィアの間の三女として、トレプトウ・アン・デア・レガ（現ポーランド・トシェビャトゥフ）で生まれた。のちに初代ヴュルテンベルク王となるフリードリヒ1世は兄、ロシア皇后マリア・フョードロヴナは姉にあたる。
15歳の時、皇帝ヨーゼフ2世によってウィーンへ呼び寄せられ、カトリック教徒に改宗した上で教育された。これには、ヨーゼフ2世の甥フランツ大公との結婚という目的があった。
1788年1月、エリーザベトはフランツ大公と結婚した。しかし、1789年の暮れに判明した妊娠で、エリーザベトは徐々に健康を害していった。1790年2月、長女ルドヴィカ・エリーザベトを出産したが、翌日にエリーザベトは急死した。また、ルドヴィカ・エリーザベトも生後16ヶ月で夭折した。